# Eric Chavez (baseballista)
Eric Cesar Chavez (ur. 7 grudnia 1977) – amerykański baseballista, który występował na pozycji trzeciobazowego.
W czerwcu 1996 został wybrany w pierwszej rundzie draftu z numerem 10. przez Oakland Athletics i początkowo grał w klubach farmerskich tego zespołu, między innymi w Edmonton Trappers, reprezentującym poziom Triple-A. W Major League Baseball zadebiutował 8 września 1998 w meczu przeciwko Baltimore Orioles jako pinch hitter. Jako zawodnik Athletics sześć razy zdobył Złotą Rękawicę i raz Silver Slugger Award. 21 czerwca 2000 w meczu z Baltimore Orioles, zaliczył cycle. W marcu 2004 podpisał nowy, największy w historii klubu, sześcioletni kontrakt wart 66 milionów dolarów.
W lutym 2011 został zawodnikiem New York Yankees, w którym występował przez dwa sezony. W grudniu 2012 jako wolny agent podpisał kontrakt z Arizona Diamondbacks. 30 lipca 2014 oficjalnie ogłosił zakończenie zawodniczej kariery.
| Nagroda/wyróżnienie  | Lata      | Źródło |
| 6× Gold Glove Award  | 2001–2006 | [ 1 ]  |
| Silver Slugger Award | 2002      | [ 1 ]  |